# آتینی (ووژ)
آتینی (به فرانسوی: Attigny) یک کمون در فرانسه است که در ووژ (فرانسه) واقع شده‌است. آتینی ۱۶٫۰۸ کیلومتر مربع مساحت دارد ۲۸۵ متر بالاتر از سطح دریا واقع شده‌است.